# 托努·歐內伯魯
托努·歐內伯魯 （1962年9月13日—），愛沙尼亞作家和詩人，使用過的筆名包括Emil Tode和Anton Nigov。

## 荣誉

### 爱沙尼亚勋章奖章
- 五等白星勋章（英语：Order of the White Star）（2004年2月5日批准，2004年2月20日颁发[1]）